# National Library of Australia
National Library of Australia grundades 1960 och är Australiens nationalbibliotek samt största referensbibliotek. Dess uppgift är att "upprätthålla och utveckla en nationell samling av biblioteksmaterial, inklusive en omfattande samling av biblioteksmaterial rörande Australien och det australiska folket". 2013–2014 bestod samlingarna av 6 582 491 volymer samt ytterligare 15 868 hyllmeter manuskript.